# 캡제미니

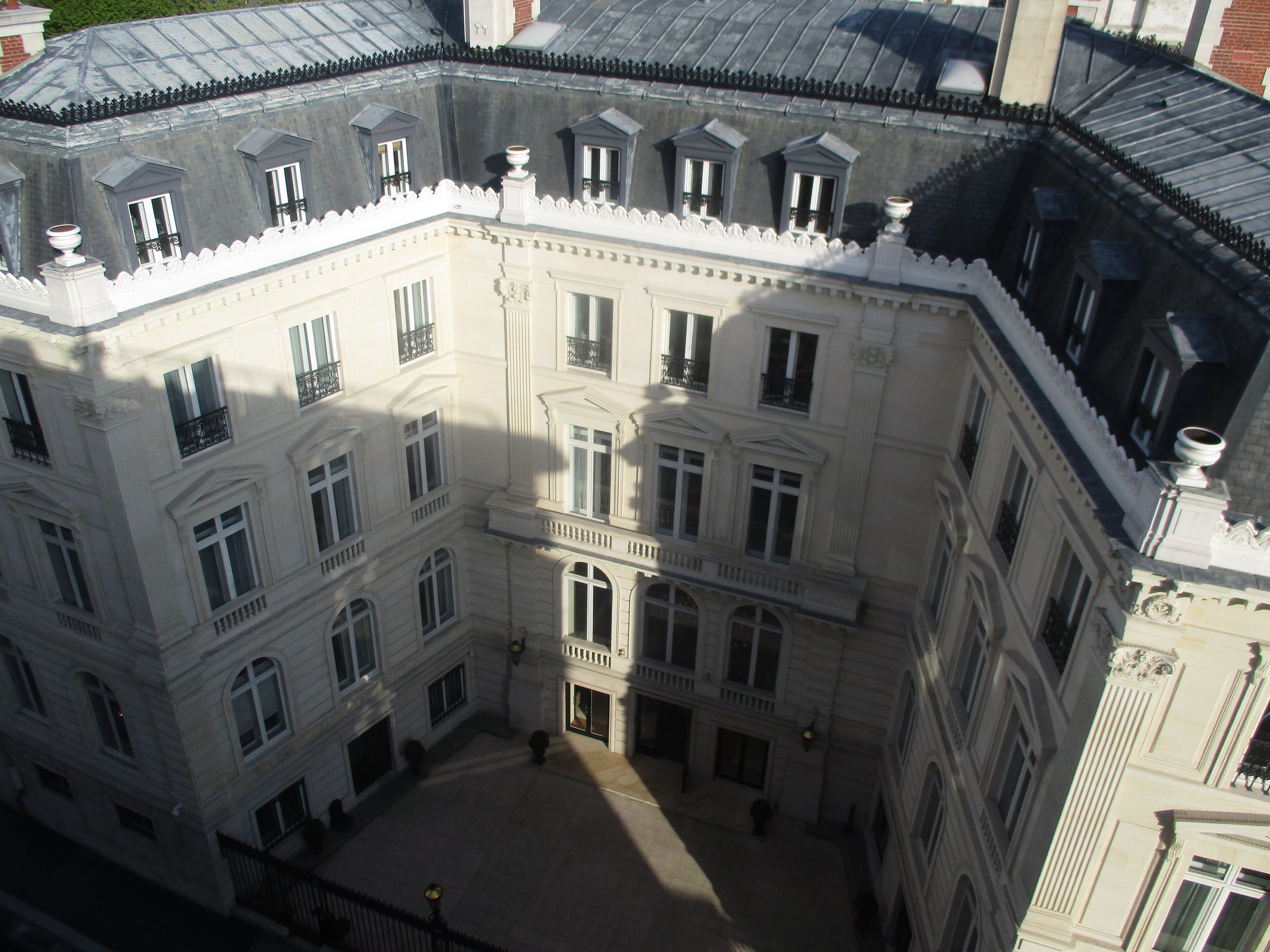
프랑스 파리 소재 Capgemini 본사

캡제미니(Capgemini)는 프랑스 파리에 본사를 둔 다국적 정보기술 서비스 및 컨설팅 기업이다. 2023년, IT 서비스 부문에서 세계 5위의 매출을 기록하였다. (1위 Accenture, 2위 TCS, ...13위 삼성SDS)
1967년 Serge Kampf에서 기업 경영 및 데이터 처리 기업으로 설립되었다. 이 기업이 설립될 당시의 원래 사명은 Société pour la Gestion de l'Entreprise et le Traitement de l'Information (Sogeti)였다.

## 서비스

### 캡제미니 인벤트 (Capgemini Invent)
2018년 9월 캡제미니 그룹의 디자인 및 컨설팅 브랜드로 출범했다. 전 세계 37개 이상의 사무소에 위치한 캡제미니 인벤트는 10,000명 이상의 직원을 보유하고있다. 

### 캡제미니 양자 연구소 (Capgemini's Quantum Lab)
2022년 IBM과 협력하여 설립된 양자 컴퓨팅 연구소로, IBM 양자 허브의 공인 허브가 될 예정이다. 영국, 포르투갈 및 인도에 위치해 있으며, 양자 애플리케이션 개발을 돕는 연구 시설로 활용되고 있다. IBM의 최신 127큐비트 양자 프로세서인 Eagle이 해당 연구소에서 개발될 예정이다.

### 소게티 (Sogeti)
캡제미니 그룹의 전액 출자 자회사이다. 정보기술(IT) 컨설팅 회사로, 기술 및 엔지니어링 전문 서비스를 전문으로 하고있다.

## 사업 개요
캡제미니 그룹은 직무를 4가지 주요 카테고리로 정의한다:
- 캡제미니 인벤트를 통한 전략 및 변혁 컨설팅: 매출의 6%, 12,680명의 직원
- 애플리케이션 서비스: 매출의 64%, 122,555명의 직원
- 기술 및 엔지니어링 서비스: 매출의 15%, 27,470명의 직원
- 기타 아웃소싱 서비스: 매출의 15%, 46,490명의 직원

오프쇼어 인력은 약 122,000명으로 전체 인력의 58%를 차지한다 (2018년 기준).

### 서비스 분야[5]
- 애플리케이션, 테스트
- 적용된 혁신 교환(Applied Innovation Exchange)
- 클라우드
- 사이버 보안 및 리스크 관리

- 인공지능
- 비즈니스 프로세스 아웃소싱 서비스
- 변혁 및 혁신

### 주요 시장
캡제미니 그룹은 40개 이상의 국가에 진출해 있다. 2018년 기준, 캡제미니의 주요 시장은 다음과 같다:
- 북미: 매출의 32%
- 프랑스: 매출의 22%
- 영국 및 아일랜드: 매출의 12%
- 기타 유럽: 매출의 27%
- 아시아 태평양(APAC) (캡제미니는 인도, 베트남, 싱가포르, 호주, 일본 등에서 활동) 및 라틴 아메리카(LATAM) (캡제미니는 아르헨티나, 칠레, 브라질, 콜롬비아, 과테말라, 멕시코 등에서 활동): 매출의 7%

2021년 기준, 캡제미니와 그 자회사의 총 인력 270,000명 중 160,000명이 인도에 위치해있다.

### 산업 부문
2018년 기준, 캡제미니의 주요 산업 부문은 다음과 같다:
- 금융 서비스: 매출의 27%
- 산업, 자동차 및 생명 과학: 매출의 21%
- 소비재, 상업, 유통 및 운송: 매출의 18%
- 공공 부문: 매출의 14%
- 에너지, 유틸리티 및 화학: 매출의 11%
- 기타: 매출의 6%